# Maintenancien

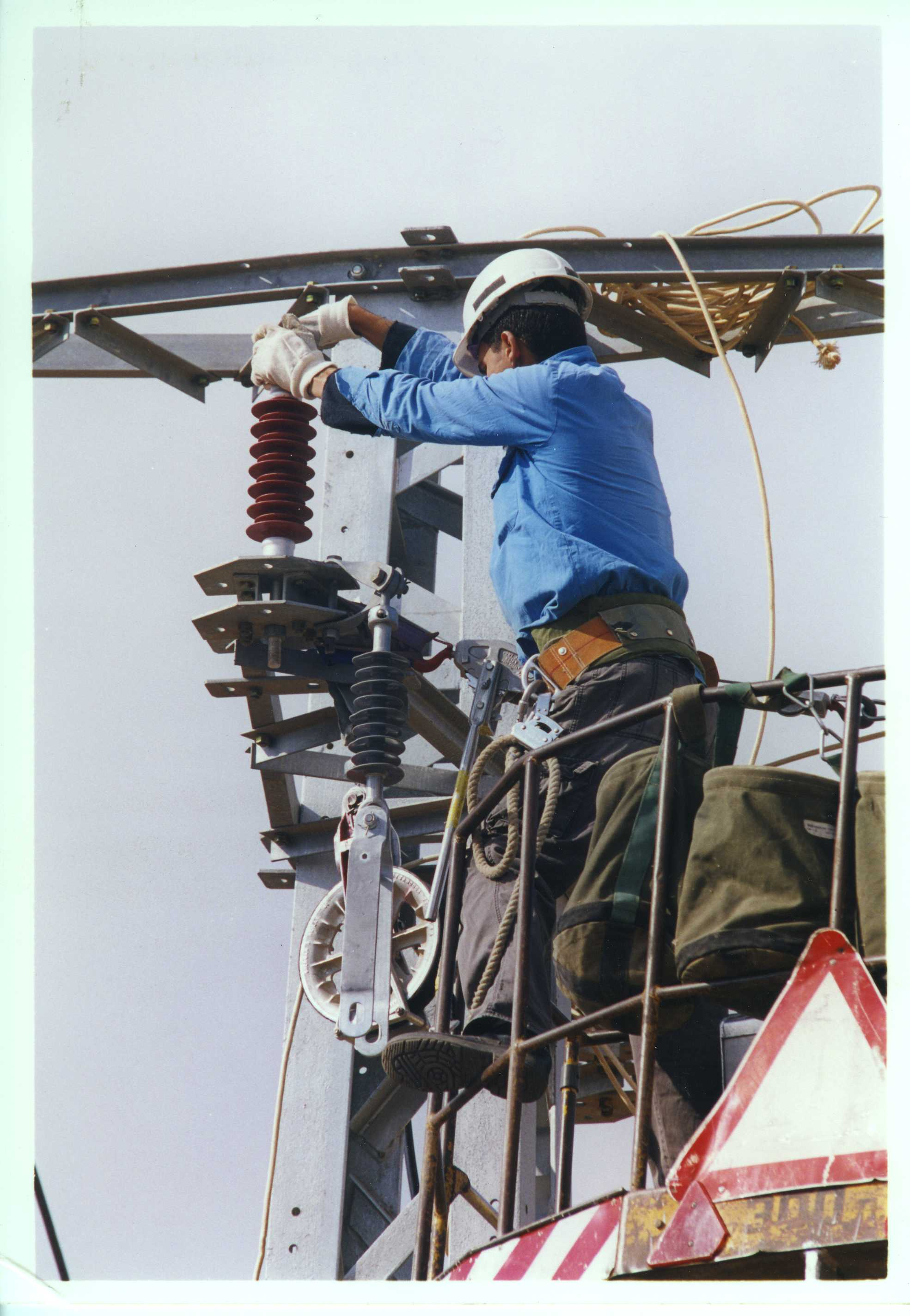
Maintenance du réseau électrique en Israël (entre 1990 et 2000).

Néologisme formé par adjonction du suffixe -ien au substantif « maintenance », le terme de maintenancien désigne un technicien de maintenance (en anglais maintenance technician, service technician, maintenancer, etc.).

## Termes proches
- maintenancier

Formé tout naturellement par imitation du vieux mot « tenancier », le néologisme « maintenancier » tend à être appliqué aux détenteurs d'un bac professionnel ayant suivi une formation en maintenance automobile, électrique, électronique, etc.
- maintenanceur

Pour une société de maintenance, la tendance est à employer le néologisme « maintenanceur », lequel est soit transposé de l'anglais maintenancer, soit fabriqué à partir du verbe français « maintenancer » (lui-même un néologisme) par adjonction du suffixe -eur (l'équivalent anglais est maintenance firm, service firm, etc.).
- maintenicien

Quant au « maintenicien », il s'agit d'une personne dont la spécialité est la « maintenique » ou maintenance assistée par ordinateur ou MAO. Le maintenicien est donc aussi maintenancien.
- mainteneur

Traditionnellement, un « mainteneur » est une personne qui a la charge de maintenir en vie une institution, une commémoration, une tradition, etc., à l’instar des « mainteneurs des Jeux floraux » à Toulouse, ou de tel personnage historique « mainteneur de la Nation », ou encore de tel ancien maquisard « mainteneur de la mémoire de la Résistance ».
À l'origine, le terme n'est pas synonyme d'« agent de maintenance », cependant l'anglicisme sémantique « mainteneur » (calqué sur le terme anglais maintainer) est utilisé dans plusieurs jargons non officiels pour signifier :
- une personne chargée de la maintenance ou une société chargée de la maintenance (en aviation),
- le responsable de la mise à jour (d’un site Web, d’un logiciel).